# Barcasági csángók
A barcasági csángók a Barcaság magyar nyelvet beszélő népessége.

## Történetük
A Barcaság területén tucatnyi faluban élnek csángók. Legnagyobb számban a Hétfalunak nevezett tájegységen, ami alapján nevezik őket hétfalusi csángóknak is.
Hétfalu eredetileg királyi birtok volt, melynek egyes részeit a 14–15. században kezdték eladományozni, majd II. Ulászló zálogosította el Brassó városának.
A csángó névről a hétfalusiakkal kapcsolatban Jerney János  ezt írja: "szokásuk és viseletük-, de még nyelvükre nézve is különböznek a közellevő székelyektől. Nyelvükbe már sok oláh szó férkőzött be, de amellett szójárásuk sem egyez amazokéval. Ezen magyarokat a brassói és környező oláhok csángóknak (csangei) nevezik, ők maguk is szívesen elfogadják e nevet s értenek rá, de a jelentését nem tudják, valamint azt sem, hogy Moldvában hasonlóul laknak oly nevű magyarok" Jerney azt feltételezi, azon eredeti besenyő népesség maradékai, amelyet II. András 1224-ben kiállított levelében említ (uo).
Mai településeik a 13. században alakultak ki, és az ez időtől fennmaradt oklevelek is csak székelyeknek nevezték őket.bibliográfia?
A központi királyi hatalom összeomlása után nem történt meg a zálogból visszaváltás, és Brassó másfélszázados ellenkezés ellenére jobbágysorba süllyesztette az egykor szabad jogállású határőrző Hétfalu lakosságát.
Mivel kevés földjük maradt, a szomszédos szász községekben vállaltak munkát (feles bérletet) és fakitermeléssel foglalkoztak. Sokan a jobb megélhetés reményében kivándoroltak Óromániába. Hosszabb ideig foglalkoztak fuvarozással, szekerezéssel. Így jutottak el sokan Bukarestbe, ahol erős diaszpórát alkottak. Az 1930-as évekig a városi bérkocsi, később pedig a taxi személyfuvarozást nagyrészt ők látták el.
Szász hatásra a barcasági csángók az evangélikus felekezet követői lettek.

## Településeik
A barcasági csángók Négyfaluban: Bácsfalu, Türkös, Csernátfalu és Hosszúfalu, valamint Háromfaluban: Tatrang, Zajzon, Pürkerec-en lakó csoportjait hétfalusi csángók-nak nevezik. A Brassóhoz közelebb eső négy falu mára már teljesen összeépült és Szecsele vagy Négyfalu néven alkot várost.
A távolabbi háromfalu: Tatrang, Zajzon és Pürkerec különálló települések. 
- Barcaújfalu régi fazekasközpont volt.
- Krizba lakossága a középkorban valószínűleg katonai feladatokat látott el a Krizbai hegy tetején található várban.
- Apáca már közelebb esik a Székelyföldhöz, ezért kulturálisan is sokkal közelebb áll ehhez.
- Bodola
- Keresztvár
- Brassó magyar lakosságát nem tekintik csángónak.

## Lásd még
- Hétfalusi csángók
- Barcaság
- Csángók
- Brassó megye